# Чемпионат Ирландии по снукеру среди профессионалов
Чемпионат Ирландии по снукеру среди профессионалов (англ. Irish Professional Snooker Championship, иногда встречается упрощённое название Irish Professional) — профессиональный нерейтинговый снукерный турнир, проводившийся в разные времена в Северной Ирландии и Ирландии. Как и другие соревнования этого типа, турнир проводится только с участием местных игроков — в данном случае игроков со всей Ирландии.

## История
Первый чемпионат Ирландии был проведён в 1947 году, и его выиграл практически единственный на то время сильный снукерист острова Джейки Ри. Джейки Ри выигрывал почти все чемпионаты вплоть до 1972 года (за исключением 1952, когда он уступил Джеку Бэйтсу). Всё это время турнир игрался на основе челленджа — предыдущий победитель автоматически выходил в финал и имел право выбрать соперника.
В 1972 году чемпионат Ирландии выиграл молодой Алекс Хиггинс — в финале он победил Ри со счётом 28:12. С этого розыгрыша прекратилось доминирование Джейки Ри, а турнир на протяжении последующих нескольких лет выигрывали Хиггинс и Деннис Тейлор. В 1982 году формат чемпионата изменился — теперь в нём участвовали восемь человек, а матчи, соответственно, начинались с четвертьфинала (то есть, была введена система плей-офф). Также в этом году впервые турнир прошёл при поддержке спонсора (компания Smithwicks). Чемпионом Ирландии 1982 года стал Тейлор, и хотя на следующий год в финале он уступил Хиггинсу, именно он остался доминировать на турнире до конца 80-х. 
В 1988 году, впервые за долгое время в финале появился новый игрок — Джек Маклафлин, который неожиданно победил Тейлора со счётом 9:4. Однако победе Маклафлина, возможно, помогло то, что Алекс Хиггинс не принял участие в турнире. 
В 1989, когда WPBSA прекратила свою финансовую поддержку всем турнирам подобного рода, чемпионат Ирландии также перестал проводиться. Тем не менее, в 1992 нашёлся новый спонсор — Murphys, при поддержке которого турнир проходил следующие два года. Следует заметить, что в 1992-м впервые чемпионат прошёл на территории Республики Ирландии, а в 1993-м впервые победителем стал представитель этой страны — Кен Доэрти, хотя в розыгрыше 1993 года не участвовал Деннис Тейлор.
Затем турнир всё же прекратил на время своё существование, и в следующий раз был проведён только в октябре 2005 года. Победителем стал североирландец Джо Свэйл, обыгравший в финале предыдущего чемпиона (чемпиона 1993 года) Доэрти. Однако, в 2006—2007 гг. именно Доэрти становился первым, причём всех своих соперников он обыгрывал с большим преимуществом.

## Победители
| Год                                                | Победитель                              | Финалист                                | Счёт                                    |                                         |                                         |
| Чемпионат Ирландии среди профессионалов            | Чемпионат Ирландии среди профессионалов | Чемпионат Ирландии среди профессионалов | Чемпионат Ирландии среди профессионалов | Чемпионат Ирландии среди профессионалов | Чемпионат Ирландии среди профессионалов |
| -------------------------------------------------- | --------------------------------------- | --------------------------------------- | --------------------------------------- | --------------------------------------- | --------------------------------------- |
| 1947—1951                                          | Джейки Ри                               | челлендж                                |                                         |                                         |                                         |
| 1951                                               | Джек Бэйтс                              | Джейки Ри                               | —                                       |                                         |                                         |
| 1952—1971                                          | Джейки Ри                               | челлендж                                |                                         |                                         |                                         |
| 1972                                               | Алекс Хиггинс                           | Джейки Ри                               | 28:12                                   |                                         |                                         |
| В 1973—1977 годах турнир не проводился             |                                         |                                         |                                         |                                         |                                         |
| 1978                                               | Алекс Хиггинс                           | Деннис Тейлор                           | 21:7                                    |                                         |                                         |
| 1979                                               | Алекс Хиггинс                           | Пэтси Фэйган                            | 21:13                                   |                                         |                                         |
| 1980                                               | Деннис Тейлор                           | Алекс Хиггинс                           | 21:15                                   |                                         |                                         |
| 1981                                               | Деннис Тейлор                           | Пэтси Фэйган                            | 22:21                                   |                                         |                                         |
| Smithwicks Brewery Irish Professional Championship |                                         |                                         |                                         |                                         |                                         |
| 1982                                               | Деннис Тейлор                           | Алекс Хиггинс                           | 16:13                                   |                                         |                                         |
| 1983                                               | Алекс Хиггинс                           | Деннис Тейлор                           | 16:11                                   |                                         |                                         |
| В 1984 году турнир не проводился                   |                                         |                                         |                                         |                                         |                                         |
| Strongbow Irish Professional Championship          |                                         |                                         |                                         |                                         |                                         |
| 1985                                               | Деннис Тейлор                           | Алекс Хиггинс                           | 10:5                                    |                                         |                                         |
| 1986                                               | Деннис Тейлор                           | Алекс Хиггинс                           | 10:7                                    |                                         |                                         |
| Matchroom Irish Professional Championship          |                                         |                                         |                                         |                                         |                                         |
| 1987                                               | Деннис Тейлор                           | Джо О'Бои                               | 9:2                                     |                                         |                                         |
| Irish Professional Championship                    |                                         |                                         |                                         |                                         |                                         |
| 1988                                               | Джек Маклафлин                          | Деннис Тейлор                           | 9:4                                     |                                         |                                         |
| 1989                                               | Алекс Хиггинс                           | Джек Маклафлин                          | 9:7                                     |                                         |                                         |
| В 1990—1991 годах турнир не проводился             |                                         |                                         |                                         |                                         |                                         |
| Murphys Irish Professional Championship            |                                         |                                         |                                         |                                         |                                         |
| 1992                                               | Джо Свэйл                               | Джейсон Принс                           | 9:1                                     |                                         |                                         |
| 1993                                               | Кен Доэрти                              | Стивен Мёрфи                            | 9:2                                     |                                         |                                         |
| В 1994—2004 годах турнир не проводился             |                                         |                                         |                                         |                                         |                                         |
| VC Poker Irish Professional Championship           |                                         |                                         |                                         |                                         |                                         |
| 2005                                               | Джо Свэйл                               | Кен Доэрти                              | 9:7                                     |                                         |                                         |
| 2006                                               | Кен Доэрти                              | Майкл Джадж                             | 9:4                                     |                                         |                                         |
| 2007                                               | Кен Доэрти                              | Фергал О’Брайен                         | 9:2                                     |                                         |                                         |